# Hénin-Beaumont
Hénin-Beaumont je općina na sjeverozapadu Francuske, u departmanu Pas-de-Calais i pokrajini Francuskoj Nizozemskoj. Općinsko središte je istoimeni grad smješten 10 kilometara istočno od Lensa, poznat po razvijenom rudarstvu tijekom 19. i prve polovice 20. stoljeća te industriji koja se nastavila razvijati početkom 2000-ih. Općina prema političkoj podjeli pripada lenskom okrugu te je podijeljena na dva kantona kao podjedinice koje odgovaraju općinskom vijeću.

## Povijest
Općina je utemeljena 1971. kao posljedica preustroja departmana na sjeverozapadu Francuske, dok je istoimeni grad i sjedište općine osnovan prije dolaska RImljana. Službenici Rimskog Carstva ovdje su ubirali mnogo viši porez jer su rudnici omogućili razvoj brojnih obrta poput kovačnica, ljevaonica i trgovina mješovitom robom. Nakon konačnog pada Zapadnog Rimskog Carstva, područje današnje općine naseljavaju Franci, čiji su se vladari ustoličili u blizini Pariza.
Tijekom 880. grad je pretrpio više provala Normana, koji su u nekoliko navrata potpuno opustošili opljačkali grad i lokalna naselja. U svojoj povijesti grad (a time i općina) je više puta mijenjao svoje službeno ime. Tako se u spisima i zemljišnim knjigama iz 950. spominju imena Hennium, Henninium ili eninium, a nešto kasnije i St Martinus Henain (posebno u izvorima na engleskom jeziku). Pod britanskom vlašću općina je bila dio posjeda lordovske obitelji iz Normandije.
1852. u cijeloj Francuskoj Nizozemskoj otkrivena su velika nalazišta ugljena, čime je došlo do nagle urbanizacije i industrijalizacije te se broj stanovnika u gradskim sredinama udvostručio, dok su na selima ostali oni koji su se nastavili baviti stočarstvom i poljoprivredom, koja je također doživjela procvat. Do 1856. u grad su došli brojni Nijemci i Nizozemci kako bi radili kao rudari u tek otvorenim rudnicima. Razvojem industrija dolazi i do razvoja željezničkog prometa, a grad je na željezničku mrežu spojen još 1859.
Tijekom Prvog svjetskog rata grad i okolna naselja pretrpjeli su teške materijalne i ljudske gubitke kako od vojnog djelovanja Trojnog saveza tako i od Saveznika tijekom oslobodilačkih akcija. Kopnene snage Njemačke carske vojske su tijekom povlačenja uništile mjesnu crkvu, gradsku vijećnicu i ostale povijesne građevine. Neke od njih (posebno galerije i muzeji) stradale su i tijekom savezničkih protuudara i odmazda francuskih satnija. Stanovništvo se u oslobođeni grad vratilo 2. prosinca 1918.
Naselja su ponovno u Drugom svjetskom ratu bila djelomično ili potpuno razrušena s visokim materijalnim gubitcima. Saveznici su grad oslobodili u rujnu 1944. godine.

## Međunarodna prijateljstva
Hénin-Beaumont je zbratimljen sa sljedećim gradovima i općinama:
- Konin, Poljska
- Herne, Njemačka
- Wakefield, Ujedinjeno Kraljevstvo
- Rufisque, Senegal
- Rolling Meadows, SAD

## Vanjske poveznice
- Službene stranice grada i općine Hénin-Beaumont (fr.)